# Purenleon albovarius
Purenleon albovarius är en insektsart som först beskrevs av Banks 1942.  Purenleon albovarius ingår i släktet Purenleon och familjen myrlejonsländor. Inga underarter finns listade i Catalogue of Life.